# Čurug
Čurug (izvirno srbsko Чуруг) je naselje v Srbiji, ki upravno spada pod Občino Žabalj; slednja pa je del Južnobačkega upravnega okraja.

## Demografija
V naselju, katerega izvirno (srbsko-cirilično) ime je Чуруг, živi 6846 polnoletnih prebivalcev, pri čemer je njihova povprečna starost 38,7 let (37,4 pri moških in 40,0 pri ženskah). Naselje ima 2831 gospodinjstev, pri čemer je povprečno število članov na gospodinjstvo 3,07.
|  |

| Demografija | Demografija     | Demografija     |
| Leto        | Št. prebivalcev | Št. prebivalcev |
| ----------- | --------------- | --------------- |
|             |                 |                 |
|             |                 |                 |
|             |                 |                 |
|             |                 |                 |
| 1948        | 7928            |                 |
| 1953        | 8466            |                 |
| 1961        | 9469            |                 |
| 1971        | 9336            |                 |
| 1981        | 9231            |                 |
| 1991        | 8987            | 8749            |
| 2002        | 9249            | 8882            |
|             |                 |                 |

| Etnična sestava po popisu iz leta 2002 | Etnična sestava po popisu iz leta 2002 | Etnična sestava po popisu iz leta 2002 | Etnična sestava po popisu iz leta 2002 | Etnična sestava po popisu iz leta 2002 |
| -------------------------------------- | -------------------------------------- | -------------------------------------- | -------------------------------------- | -------------------------------------- |
| Srbi                                   | Srbi                                   |                                        | 8.200                                  | 92,32%                                 |
| Romi                                   | Romi                                   |                                        | 284                                    | 3,19%                                  |
| Madžari                                | Madžari                                |                                        | 90                                     | 1,01%                                  |
| Jugoslovani                            | Jugoslovani                            |                                        | 54                                     | 0,60%                                  |
| Hrvati                                 | Hrvati                                 |                                        | 46                                     | 0,51%                                  |
| Slovaki                                | Slovaki                                |                                        | 24                                     | 0,27%                                  |
| Makedonci                              | Makedonci                              |                                        | 11                                     | 0,12%                                  |
| Ukrajinci                              | Ukrajinci                              |                                        | 7                                      | 0,07%                                  |
| Rusini                                 | Rusini                                 |                                        | 7                                      | 0,07%                                  |
| Črnogorci                              | Črnogorci                              |                                        | 6                                      | 0,06%                                  |
| Muslimani                              | Muslimani                              |                                        | 5                                      | 0,05%                                  |
| Nemci                                  | Nemci                                  |                                        | 4                                      | 0,04%                                  |
| Slovenci                               | Slovenci                               |                                        | 3                                      | 0,03%                                  |
| Rusi                                   | Rusi                                   |                                        | 3                                      | 0,03%                                  |
| Albanci                                | Albanci                                |                                        | 2                                      | 0,02%                                  |
| Čehi                                   | Čehi                                   |                                        | 1                                      | 0,01%                                  |
| Romuni                                 | Romuni                                 |                                        | 1                                      | 0,01%                                  |
| Vlahi                                  | Vlahi                                  |                                        | 1                                      | 0,01%                                  |
| Bunjevci                               | Bunjevci                               |                                        | 1                                      | 0,01%                                  |
| Neznano                                | Neznano                                |                                        | 35                                     | 0,39%                                  |